# 木八剌
木八剌（?—?），元朝大臣，元英宗时中书右丞。
元成宗大德七年（1303年），他奉诏宣抚江西、福建。延祐七年（1320年），元仁宗去世，元英宗即位，木八剌由江西行省右丞入朝担任中书右丞，陕西行省平章政事赵世荣为中书平章政事，参知政事张思明为左丞，中书左丞换住出为岭北行省右丞。十二月，再次出任江西行省右丞。